# Daniel Rodríguez Vázquez
Daniel 'Dani' José Rodríguez Vázquez (nascut el 6 de juny de 1988) és un futbolista professional espanyol que juga al Mallorca com a migcampista central.

## Carrera
Nascut a Betanzos, província de la Corunya, Galícia, Rodríguez va acabar la seva carrera juvenil amb el Deportivo de La Corunya, i va debutar amb el Betanzos CF a la temporada 2007-08, a Tercera Divisió i cedit. Posteriorment va tornar al Dépor va ser destinat al filial, a Segona Divisió B.
El 27 de gener de 2010, Rodríguez va aparèixer en el seu primer partit com a professional, jugant els darrers 25 minuts d'una victòria fora de casa per 1-0 contra el Sevilla FC per a la Copa del Rei de la campanya. L'agost de l'any següent s'incorpora a la UB Conquense, també de tercer nivell.
El 24 de juliol de 2012, Rodríguez va fitxar amb el Racing de Ferrol, a quarta divisió. Després d'aconseguir l'ascens al final de la seva primera temporada, va renovar el seu vincle fins al 2015.
El 2 de juliol de 2015, Rodríguez es va traslladar al Racing de Santander també al tercer nivell, després d'acordar un contracte de tres anys. On 27 juliol of the following year he moved to fellow league team Albacete Balompié, El 27 de juliol de l'any següent va passar a l'equip de lliga Albacete Balompié, sent titular indiscutible quan el seu equip va aconseguir l'ascens a Segona Divisió.
El 8 d'octubre de 2017, Rodríguez va marcar el seu primer gol com a professional, marcant el de la victòria mitjançant un penal en la victòria a casa per 2-1 contra el Lorca FC. El 18 de juny següent, va signar un contracte de tres anys amb el RCD Mallorca encara a la segona divisió, com a agent lliure.